# Sylvio Pirillo
Sylvio Pirillo (Porto Alegre, 26 juli 1916 - aldaar, 22 april 1991) was een Braziliaanse voetballer en trainer.

## Biografie
Pirillo begon zijn carrière bij Americano uit zijn thuisstad Porto Alegre. In 1938 maakte hij de overstap naar Internacional, een van de twee grootste clubs uit de stad. Met deze club won hij het Campeonato Citadino de Porto Alegre en nog verscheidene kleine toernooien. Van 1939 tot 1941 speelde hij voor de Uruguyaanse topclub Peñarol en maakte dan de overstap naar Flamengo, waar hij een clubicoon zou worden. Hij moest de legendarische speler Leônidas da Silva vervangen en deed dat met verve. In 1941 verpulverde hij het topschutterrecord van Leônidas in het Campeonato Carioca door 39 keer te scoren in één seizoen, negen goals meer dan Leônidas een jaar eerder scoorde. Van 1942 tot 1944 werd Flamengo drie keer op rij kampioen met Pirillo. In totaal scoorde hij 204 keer voor de club, slechts drie spelers deden het ooit beter.
In 1948 maakte hij de overstap naar Botafogo, waar hij ook nu een befaamd speler moest vervangen, Heleno de Freitas. Ook hier had hij succes en won met de club de staatstitel.
Na zijn spelerscarrière werd hij trainer van meerdere clubs. In 1957 was hij bondscoach en was degene die Pelé voor het eerst opriep. Datzelfde jaar trainde hij ook Fluminense, waarmee hij het Torneio Rio-São Paulo won. In 1963 won hij met Palmeiras het Campeonato Paulista.